# Amerikanska Samoa i olympiska sommarspelen 2024
Amerikanska Samoa deltog med en trupp på två idrottare vid de olympiska sommarspelen 2024 i Paris som hölls mellan den 24 juli och 11 augusti 2024. Det var tionde raka sommar-OS som Amerikanska Samoa deltog vid. Ingen av landets deltagare erövrade någon medalj.

## Friidrott
Förkortningar
- Notera– Placeringar avser endast det specifika heatet.
- Q = Tog sig vidare till nästa omgång
- q = Tog sig vidare till nästa omgång som den snabbaste förloraren eller, i teknikgrenarna, genom placering utan att nå kvalgränsen
- i.u. = Omgången fanns inte i grenen
- Bye = Idrottaren behövde inte tävla i omgången

Gång- och löpgrenar
| Idrottare              | Gren           | Inledande omgång | Inledande omgång | Heat             | Heat             | Återkval | Återkval  | Semifinal        | Semifinal        | Final            | Final            |
| Idrottare              | Gren           | Tid              | Placering        | Tid              | Placering        | Tid      | Placering | Tid              | Placering        | Tid              | Placering        |
| ---------------------- | -------------- | ---------------- | ---------------- | ---------------- | ---------------- | -------- | --------- | ---------------- | ---------------- | ---------------- | ---------------- |
| Filomenaleonisa Iakopo | Damernas 100 m | 12,78 0NR0       | 8                | Gick inte vidare | Gick inte vidare | —        | —         | Gick inte vidare | Gick inte vidare | Gick inte vidare | Gick inte vidare |

## Simning
| Idrottare   | Gren                     | Heat    | Heat      | Semifinal        | Semifinal        | Final            | Final            |
| Idrottare   | Gren                     | Tid     | Placering | Tid              | Placering        | Tid              | Placering        |
| ----------- | ------------------------ | ------- | --------- | ---------------- | ---------------- | ---------------- | ---------------- |
| Micah Masei | Herrarnas 100 m bröstsim | 1.05,95 | 34        | Gick inte vidare | Gick inte vidare | Gick inte vidare | Gick inte vidare |